# Oldsmobile Custom Cruiser
Oldsmobile Custom Cruiser — семейный универсал американской автомобильной компании Oldsmobile. Выпускался с 1971 по 1992 год. За это время автомобиль сменил три поколения.

## Первое поколение
Выпускалось с 1971 по 1976 год, имело два двигателя: 6,6 л V8 мощностью 185 л. с., либо 7,5 л V8 мощностью 275 л. с. Оба двигателя — бензиновые, работали в паре с трёхступенчатым автоматом.

## Второе поколение
Самое популярное поколение Oldsmobile Custom Cruiser (1977—1990) имело те же двигатели: 6,6 л V8 мощностью 185 л. с., либо 7,5 л V8 мощностью 275 л. с. В 1978 году покупателям предложили 6,6 л V8, работающий на дизельном топливе, а в 1980 году двигатель 6,6 л V8 заменили на пятилитровый и также восьмицилиндровый. До 1980 года двигатели работали в паре с трёхступенчатым автоматом, а с 1981 года — с четырёхступенчатым автоматом.

## Третье поколение
Последнее поколение (1991—1992 гг.) продержалось на конвейере лишь год. Оно получило новый пятилитровый двигатель V8 мощностью 170 л. с. Немного позднее появилась версия на 5,7 литра, также V8, которая выдавала 180 л. с. Двигатели также были сопряжены с четырёхступенчатым автоматом.
Но третье поколение не увенчалось успехом. В 1990 году было продано чуть менее 4000 экземпляров, а в 1991 году — примерно 7,5 тысяч экземпляров. В 1992 году автомобиль был снят с производства.

## Дизайн
Внешне универсал выглядит хорошо, по поводу третьего поколения были небольшие споры. Особенностью дизайна кузова у первого и второго поколения были деревянные накладки по бокам, но это была всего лишь плёнка под дерево.
Oldsmobile Custom Cruiser на многие годы вперёд задал направление развития универсалов.

## Салон
В салоне могло уместиться пять человек. Если машина была с третьим рядом сидений, то можно было усадить семь человек (сидения третьего ряда были расположены против движения).